# 2. Sinfonie (Rachmaninow)
Die Sinfonie Nr. 2 e-Moll op. 27 von Sergei Wassiljewitsch Rachmaninow entstand 1906/1907 während eines längeren Dresdenaufenthaltes des Komponisten. Die Uraufführung fand im Januar 1908 in Sankt Petersburg statt und wurde von Rachmaninow selbst dirigiert. Er widmete die Sinfonie Sergei Tanejew. Im Gegensatz zur relativ selten aufgeführten Ersten Sinfonie wird die Zweite vergleichsweise häufig aufgeführt, öfter auch in gekürzter Fassung.

## Zur Musik

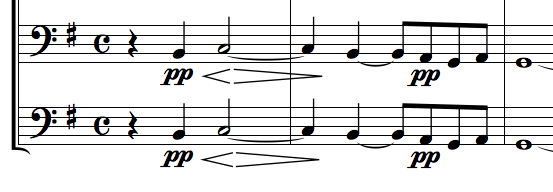
Tonbeispiel (1. Satz).

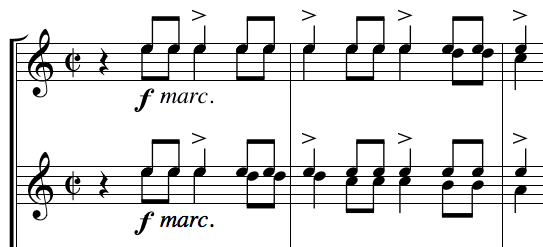
Tonbeispiel (2. Satz).

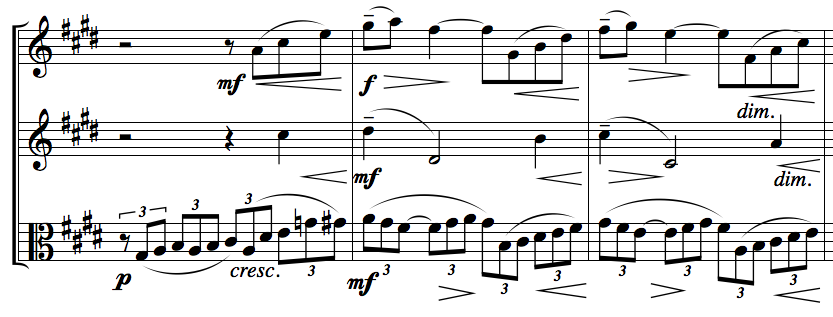
Tonbeispiel (3. Satz).

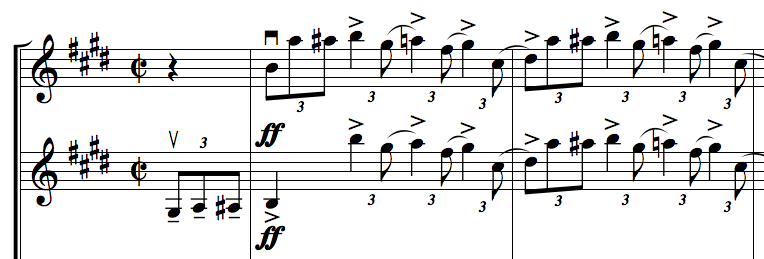
Tonbeispiel (4. Satz).

### Besetzung
Drei Flöten (3. auch Piccolo), drei Oboen (3. auch Englischhorn), zwei Klarinetten in A und B, Bassklarinette in A und B, zwei Fagotte, vier Waldhörner, drei Trompeten, drei Posaunen, Tuba, Pauken, Kleine Trommel, Große Trommel, Becken, Glockenspiel und Streichinstrumente.

### Die Satzfolge
- I. Largo. Allegro moderato
- II. Allegro molto
- III. Adagio
- IV. Allegro vivace

### Analyse
Die Zweite unterscheidet sich von der Ersten insofern, als jeder einzelne Satz in sich abgerundeter und die gesamte Thematik pro Satz routinierter miteinander verwoben ist. Die Themen sind um einiges länger (das Ende des Hauptthemas im dritten Satz ist deshalb kaum vernehmbar) und sehr schwärmerisch, was Rachmaninow neben den Melodielinien auch durch die Phrasierung erreichte. Trotzdem fehlt es der Zweiten nicht an Feuer; es wurde hier schlicht feiner in die umgebenden, ruhigen Kontrastthemen eingebettet und teilweise durch polyphone Strukturen verschleiert. Eine Ausnahme stellt hierbei der zweite Satz dar, den fast pausenlos sein stürmisches, mitreißendes Hauptthema durchzieht (mögliche Zuordnung: Rondoform). Trotz ihrer üppigen (d. h., gegenüber der Ersten bspw. durch Englischhorn erweiterten) Orchestrierung sind die Streicher am Großteil des Geschehens beteiligt. Dies gab schon Anlass dazu, sie als „Streichersinfonie“ zu bezeichnen. Hört man jedoch genauer hin, so erkennt man, dass die Streicher eher selten allein erklingen – eine Stärke Rachmaninows sind schließlich seine Klangfarben (= durchdachte Mischung einzelner Instrumentengruppen). Außerdem sind die Soli der Holzbläser besondere Glanzlichter in dieser Sinfonie, wie zum Beispiel das lyrische und scheinbar endlose Klarinettensolo im dritten Satz. Rachmaninows gereifter Sinn für Kontrapunktik zeigt sich in den vielen Fugatos, die vor allem im ersten und zweiten Satz bemerkenswerte (Streicher-Fugato im Largo des 1. Satzes) Effekte erzielen.

## Diskographie
Eugene Ormandy, Philadelphia Orchestra, Philadelphia (Februar 1979)
Mariss Jansons, St Petersburg Philharmonic Orchestra, Philharmonic Hall St Petersburg (13-16 September 1993), Warner Classics 5099950088522
Mariss Jansons, Royal Concertgebouw Orkest Amsterdam, Concertgebouw Amsterdam (31 Januar 2010, live), RCO 15002
Antonio Pappano plays and explains Rachmaninoff’s Symphony No. 2 with Sächsische Staatskapelle Dresden, DVD, EuroArts (2018)